# Gary Sinise
Gary Sinise est un acteur, producteur, réalisateur américain et occasionnellement musicien, né le 17 mars 1955 à Blue Island (Illinois).

## Biographie

### Enfance & formation
Gary Alan Sinise naît à Blue Island, près de Chicago, dans l'Illinois. Il est le fils de Mylles S. (née en 1932) et Robert L. Sinise (né en 1931). Son père était un monteur de film. Il est d'ascendance italienne par son grand-père paternel.
À 17 ans, il commence sa carrière par le théâtre. Et, en 1974, avec ses deux amis, Terry Kinney et Jeff Perry, ils fondent la Steppenwolf Theatre Company dans le sous-sol d'une église de Highland Park,. Joan Allen, Gary Cole, Ethan Hawke, John Mahoney, John Malkovich, Laurie Metcalf, Martha Plimpton et plus récemment William Petersen, tous ces acteurs ont suivi les cours de la Steppenwolf Theatre Company.

### Carrière
En 1993, grâce au film Forrest Gump, Gary Sinise lance sa carrière avec deux nominations au prix du meilleur acteur en 1995, pour le rôle atypique du Lieutenant Dan.
En 2004, il commence sa première série télévisée régulière, Les Experts : Manhattan, dans laquelle il joue le rôle du détective Mac Taylor pendant neuf saisons. Plusieurs épisodes montrent ses prouesses musicales, y compris dans un épisode de la deuxième saison, où Mac Taylor joue de la guitare basse dans un club de jazz avec les musiciens Kimo et Carol Williams, ainsi que Danny Gottlieb, membres du Lt Dan Band, cofondé par lui-même avec Kimo Williams en 2003. Le groupe est nommé d'après le personnage de Sinise dans Forrest Gump.
Ses yeux particuliers le prédisposent naturellement aux rôles de traître, dans lesquels il excelle, tel que Snake Eyes (1998).
En 2004, Sinise cofonde Operation Iraqi Children, avec l'écrivaine Laura Hillenbrand. Le but de cette fondation est d'aider les enfants à accéder à l'apprentissage scolaire dans de meilleures conditions et avec des outils (école, cahiers, crayons). Il dit que « l'Irak est dans les nouvelles tous les jours et la plupart de ce qui est dit est mauvais. Mais il y a des histoires positives. Et comme nos soldats sont là pour la reconstruction des écoles, aider les enfants est l'une d'entre elles ».
En juin 2008, il soutient la candidature du sénateur John McCain à la campagne des primaires républicaines présidentielles de l'Arizona et en décembre de la même année, il reçoit la Presidential Citizen Medal des mains de George W. Bush. Cette même année, il est invité à jouer avec son groupe Lt. Dan Band pour célébrer le 50e anniversaire du Chicago Air & Water Show, un meeting aérien qui a lieu chaque année à Chicago.
En février 2013, après l'arrêt de Les Experts : Manhattan, il se consacre pleinement à sa fondation Gary Sinise Foundation. Près de deux années après, il est choisi pour incarner le personnage principal nommé Jack Garrett, dans le deuxième spin-off de la série Esprits criminels, Esprits criminels : Unité sans frontières, déclarant que c'est un « privilège de travailler avec des scénaristes aussi talentueux que Mark Gordon et Erica Messer. »,. Il rejoint son ami Joe Mantegna qui officie dans la série originale depuis 2007.
Le 17 avril 2017, il reçoit son étoile sur le Walk of Fame (Hollywood)
En mai 2019, il rejoint la distribution du film biographique J'y crois encore (I Still Believe) d'Andrew et Jon Erwin sur la star de la musique chrétienne, Jeremy Camp. Il est aux côtés de K.J. Apa, Britt Robertson, Nathan Parsons, Shania Twain et Melissa Roxburgh. Le film est sorti le 13 mars 2020,.

### Vie privée

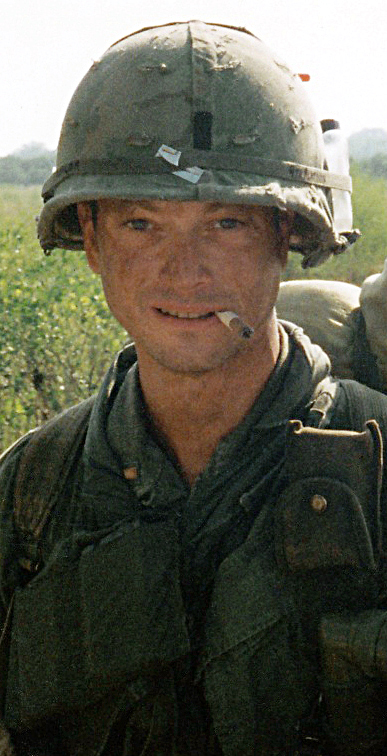
Gary Sinise durant le tournage de Forrest Gump, en 1993.

Gary Sinise est marié à l'actrice Moira Harris depuis 1981 et ils ont trois enfants : Sophie Anne (née en 1988), McCanna Anthony (1990-2024 ) et Ella Jane (née en 1992).
Le 27 février 2024, il annonce la mort de son fils à l'âge de 33 ans survenue le 5 janvier 2024, après une bataille de trois années contre une forme rare de cancer.

## Filmographie partielle

### En tant qu'acteur

#### Cinéma
- 1978 : Un mariage (A Wedding) de Robert Altman : un serveur
- 1992 : Des souris et des hommes (Of Mice and Men) : George Milton  (également réalisateur et producteur)
- 1994 : Forrest Gump de Robert Zemeckis : le lieutenant Dan Taylor
- 1995 : Mort ou vif (The Quick and the Dead) de Sam Raimi : Marshall
- 1995 : Apollo 13 de Ron Howard : Ken Mattingly
- 1996 : La Rançon (Ransom) de Ron Howard : l'inspecteur Jimmy Shaker
- 1996 : Albino Alligator de Kevin Spacey : Milo
- 1998 : Snake Eyes de Brian De Palma : le commandant Kevin Dunne
- 1999 : La Ligne verte (The Green Mile) de Frank Darabont : Burt Hammersmith
- 2000 : Piège fatal (Reindeer Games) de John Frankenheimer : Gabriel
- 2000 : Mission to Mars de Brian De Palma : Jim McConnell
- 2000 : Bruno de Shirley MacLaine : Dino Battaglia
- 2002 : Impostor de Gary Fleder : Spencer Olham
- 2002 : Made-Up de Tony Shalhoub : Duncan
- 2003 : La Couleur du mensonge (The Human Stain) de Robert Benton : Nathan Zuckerman
- 2004 : Mémoire effacée (The Forgotten) de Joseph Ruben : Dr Jack Munce
- 2004 : La Grande Arnaque (The Big Bounce) de George Armitage : Ray Ritchie
- 2006 : Les Rebelles de la forêt de  Jill Culton, Roger Allers et Anthony Stacchi : Shaw (voix)
- 2014 : Captain America : Le Soldat de l'hiver d'Anthony et Joe Russo : le narrateur du musée (voix-off)
- 2020 : J'y crois encore (I Still Believe) d'Andrew et Jon Erwin : Tom Camp
- 2020 : Good Joe Bell de Reinaldo Marcus Green

#### Télévision
- 1980 : Côte Ouest (Knots Landing) (série télévisée) : Lee Maddox (saison 1, épisode 10, « Small Surprises »)
- 1986 - 1987 : Les Incorruptibles de Chicago (Crime Story) (série télévisée) : Howie Dressler (saison 1, épisodes 10, « For Love or Money », et 20, « Top of the World »)
- 1990 : Rick Hunter (série télévisée) : Lord Tony Rutherford (saison 6, épisode 16, « Lullaby »)
- 1994 : Le fléau (série télévisée) : Stu Redman
- 1995 : Truman de Frank Pierson (téléfilm): Harry S. Truman
- 1997 : George Wallace de John Frankenheimer (téléfilm) : George C. Wallace
- 2003 : La Villa des souvenirs de Michael Switzer : Terry McQuinn
- 2004 - 2013 : Franchise Les Experts (200 épisodes) : Lieutenant Mac Taylor
- 2015 - 2017 : Esprits criminels  & Esprits criminels : Unité sans frontières (série télévisée) : agent spécial superviseur Jack Garrett, chef d'unité International (27 épisodes)
- 2020 : 13 Reasons Why (série télévisée) : Docteur Robert Ellman (saison 4 - 10 épisodes)

### En tant que réalisateur

#### Cinéma
- 1988 : Rien à perdre (Miles from Home)
- 1992 : Des souris et des hommes

### En tant que producteur

#### Télévision
- 1992 : Des souris et des hommes
- 2002 : Impostor
- 2005 - 2013 : Les Experts : Manhattan (série télévisée) : 175 épisodes
- 2016 - 2017 : Esprits criminels : Unité sans frontières (série télévisée)

## Autobiographie
Le 12 février 2019 sort le livre "Grateful American", son autobiographie.

## Distinctions

### Récompenses
- Golden Globes 1996 :  meilleur acteur dans une mini-série ou un téléfilm dans Truman (téléfilm).
- Sylvanus Thayer Award 2015 : prix Sylvanus Thayer[16]

### Nominations
- Golden Globes 1995 : meilleur acteur dans un second rôle dans Forrest Gump
- Oscars 1995 : meilleur acteur dans un second rôle dans Forrest Gump

## Voix francophones

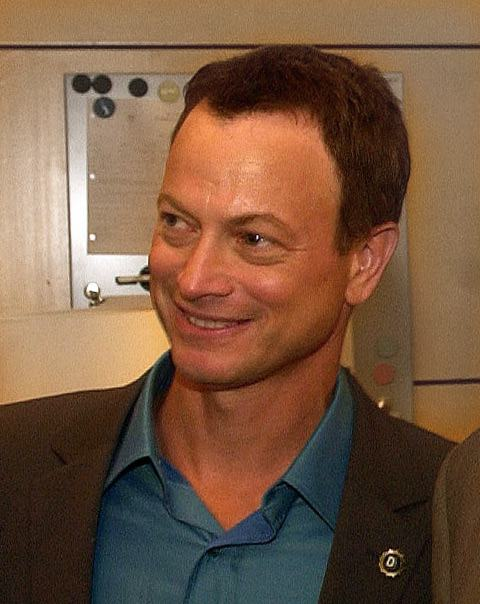
ACTEUR

En version française, Emmanuel Jacomy est la première voix régulière de Gary Sinise qu'il double entre 1992 et 1995 dans Des souris et des hommes, Jack the Bear, Forrest Gump, Le Fléau, Truman et Apollo 13. En parallèle, il est doublé par Philippe Ogouz dans Côte Ouest, Bernard Lanneau dans Dans l'enfer de l'alcool, William Coryn dans Rick Hunter et Nicolas Marié dans Mort ou vif.
À partir du film La Rançon sorti en 1996, Bernard Gabay devient sa voix régulière, le doublant par la suite dans Mission to Mars, Mémoire effacée, Les Experts : Miami, Les Experts : Manhattan, Esprits criminels : Unité sans frontières et 13 Reasons Why. En parallèle, il est doublé à deux reprises par Patrick Osmond dans Snake Eyes et La Villa des souvenirs, tandis que Jacomy le retrouve en 2002 dans Impostor et en 2004 dans La Grande Arnaque. Enfin, il est doublé à titre exceptionnel par Philippe Crubézy dans La Ligne verte,, Loïc Houdré dans Piège fatal, Hervé Bellon dans Albino Alligator, Thibault de Montalembert dans La Couleur du mensonge et Franck Dacquin dans J'y crois encore.
En version québécoise, Jean-Luc Montminy est la voix régulière de l'acteur qu'il double dans Impostor, Mission sur Mars, Rançon, Les jeux sont faits, Mauvais Œil, La Grande Arnaque, L'Oubli et La tâche. Gilbert Lachance le double dans Instinct de Vengeance.